# 28 juin
Pour les articles homonymes, voir Vingt-Huit-Juin.
28 mai 28 juillet
Chronologies thématiques
- Croisades
- Ferroviaires
- Sports
- Disney
- Anarchisme
- Catholicisme

Abréviations / Voir aussi
- (° 1852) = né en 1852
- († 1885) = mort en 1885
- a.s. = calendrier julien
- n.s. = calendrier grégorien
- Calendrier
- Calendrier perpétuel
- Liste de calendriers
- Naissances du jour

Le 28 juin est le 179e jour, moins souvent le 180e, de l'année du calendrier grégorien ; il en reste ensuite 186.
Son équivalent était généralement le 10 messidor du calendrier républicain ou révolutionnaire français, officiellement dénommé jour de la faucille.

## Événements

### XIesiècle
- 1098 : la victoire de Bohémond de Tarente sur l'atabey Kerbogha lors de la bataille d'Antioche livre toute la Syrie aux croisés.

### XIVesiècle
- 1360 : Mohammed VI al-Ahmar devient le dixième émir nasride de Grenade.
- 1389 : bataille de Kosovo Polje.

### XVesiècle
- 1461 : Édouard IV est couronné roi d'Angleterre.
- 1495 : bataille de Seminara.

### XVIesiècle
- 1519 : Charles Ier d'Espagne est élu empereur du Saint-Empire romain germanique.
- 1575 : bataille de Nagashino.

### XVIIesiècle
- 1629 : promulgation de la paix d'Alès.
- 1635 : la Guadeloupe devient une colonie française.
- 1651 : début de la bataille de Berestechko, entre les cosaques zaporogues et la république des Deux Nations.

### XVIIIesiècle
- 1745 : lors de la guerre de Succession d'Autriche, les forces coloniales de Nouvelle-Angleterre prennent Louisbourg.
- 1762 : Catherine II devient impératrice de Russie.
- 1776 : bataille de Sullivan's Island.
- 1778 : bataille de Monmouth, les deux lors de la guerre d'indépendance américaine.
- 1795 : combat de Pont-Sal, pendant la Chouannerie.

### XIXesiècle
- 1838 : couronnement de la reine Victoria du Royaume-Uni.
- 1865 : dissolution de l'armée du Potomac, à la fin de la guerre de Sécession.

### XXesiècle
- 1914 : assassinat de l'archiduc François-Ferdinand d'Autriche, à Sarajevo, ayant précipité le déclenchement de la Première Guerre mondiale.
- 1919 : signature du traité de Versailles.
- 1931 : élections de l'assemblée constituante de la Seconde République espagnole.
- 1942 : début de l'opération Fall Blau de la Wehrmacht, sur le front de l'Est de l'Allemagne (Seconde Guerre mondiale).
- 1948 : rupture Tito-Staline.
- 1967 : annexion de Jérusalem-Est par Israël.
- 1969 : émeutes de Stonewall dans la Christopher Street à New York, à l'origine de la marche des fiertés LGBT in fine ci-après et entre 24 et 30 juin de chaque année.
- 1991 : dissolution du CAEM soviétique.
- 1996: promulgation de la Constitution ukrainienne de 1996.

### XXIesiècle
- 2006 : le Monténégro devient le 192e État de l'O.N.U.
- 2010 : Petr Nečas est nommé président du gouvernement de la République tchèque.
- 2011 : résolution no 1991 du Conseil de sécurité des Nations unies (situation de la république démocratique du Congo).
- 2016 : élection du Conseil de sécurité des Nations unies de 2016.
- 2020 : 
  - second tour des élections municipales en France[1], retardé depuis fin mars précédente du fait de la pandémie de covid19 et du premier confinement.
  - Un premier tour d’élection présidentielle a lieu afin d'élire le président de la république de Pologne pour un mandat de cinq ans[2]. Le président sortant Andrzej Duda et le maire de Varsovie Rafał Trzaskowski se qualifient pour le second tour[3].
- 2021 : le Front de libération du peuple s'empare de la capitale puis des autres grandes villes de la région durant la guerre du Tigré en Éthiopie conduisant ce pays à déclarer un cessez-le-feu unilatéral qui est ignoré par cet adversaire intérieur[4].
- 2024 :
  - en Iran, le réformateur Massoud Pezeshkian et l'ultraconservateur Saïd Jalili se qualifient pour le deuxième tour de l’élection présidentielle anticipée[5].
  - en Mongolie, les élections législatives ont lieu afin de renouveler les députés du Grand Khoural d'État[6].

## Arts, culture et religion
- 1243 : sacre du pape catholique Innocent IV.
- 1669 : Louis XIV fonde l'Académie Royale de Musique, actuel Opéra de Paris.
- 1841 : création du ballet Giselle, ou les Wilis, de Théophile Gautier, à l'Académie royale de musique.
- 1996 : avant-première du spectacle Lord of the Dance, au Point Theatre de Dublin.
- 2008 : ouverture d'une année paulinienne par le pape Benoît XVI.

## Sciences et techniques
- 1910 : le zeppelin LZ 7 s'écrase dans la forêt de Teutberg.
- 1945 : premier vol du Cessna 140.
- 2005 : signature à Moscou d'une déclaration commune de tous les membres du programme ITER désignant Cadarache comme le site de construction du réacteur thermonucléaire expérimental international.

## Économie et société
- 1810 : fondation par Georg Christian Carl Henschel de la fonderie Henschel & Sohn.
- 1859 : le premier concours canin a lieu à Newcastle upon Tyne.
- 1926 : Daimler Motoren Gesellschaft fusionne avec Benz & Cie, pour créer Mercedes-Benz AG.
- 1939 : un Boeing 314 de la Pan Am inaugure le premier vol transatlantique régulier pour passagers, de New York à Southampton.
- 1948 : fondation à Lausanne de l'Union internationale des architectes.
- 1991 : dissolution du Conseil d'assistance économique mutuelle (Comecon), qui liait l'URSS et ses États voisins satellites.
- 2013 : un incendie d'origine électrique ravage l'hôtel de ville de La Rochelle.
- 2016 : attentats meurtriers à l'aéroport Atatürk d'Istanbul.

## Naissances

### XIIIesiècle
- 1243 : Go-Fukakusa (四条天皇) ou Go-Fukakusa Tennō (後深草天皇) (Hisahito (久仁) dit), 89e empereur du Japon de 1246 à 1259 († 17 août 1304).

### XVesiècle
- 1476 : Paul IV (Gian Pietro Carafa dit), 223e pape († 18 août 1559).
- 1491 : Henri VIII, roi d'Angleterre de 1509 à 1547 († 28 janvier 1547).

### XVIesiècle
- 1503 : Giovanni Della Casa, prélat italien († 14 novembre 1556).
- 1577 : Pierre-Paul Rubens, peintre flamand († 30 mai 1640).

### XVIIesiècle
- 1641 : Marie-Casimire-Louise de La Grange d'Arquien, reine de Pologne et Grande-duchesse de Lituanie († 30 janvier 1716).

### XVIIIesiècle
- 1703 : John Wesley, prêtre anglican britannique, un des fondateurs de l’Église méthodiste († 2 mars 1791).
- 1712 : Jean-Jacques Rousseau, philosophe genevois († 2 juillet 1778).
- 1719 : Étienne-François de Choiseul, homme politique français, premier ministre de Louis XV, plusieurs fois secrétaire d'État et ambassadeur († 8 mai 1785).
- 1754 : Claude-François de Malet, militaire français († 29 octobre 1812).
- 1769 : Hudson Lowe, militaire britannique († 10 janvier 1844).
- 1773 : Frédéric Cuvier, zoologiste et paléontologue français († 24 juillet 1828).

### XIXesiècle
- 1807 : Gustav Heinrich Emil Ohlert, zoologiste allemand († 8 mars 1871).
- 1823 : Cesare Bertea, homme politique italien († 13 janvier 1886).
- 1824 : Paul Broca, médecin français († 9 juillet 1880).
- 1825 : Emil Erlenmeyer, chimiste allemand († 22 janvier 1909).
- 1829 : Kristen Jensen Lyngby, philologue danois († 15 février 1871).
- 1831 : 
  - Joseph Joachim, musicien austro-hongrois († 15 août 1907).
  - Fernand de Rossius, homme politique belge († 29 novembre 1885).
- 1847 : Pauline Erdmannsdörfer-Fichtner, pianiste et compositrice allemande († 24 septembre 1916).
- 1867 : Luigi Pirandello, homme de lettres italien, prix Nobel de littérature 1934 († 10 décembre 1936).
- 1873 : Alexis Carrel, chirurgien et biologiste français, prix Nobel de physiologie ou médecine 1912 († 5 novembre 1944).
- 1875 : Henri Léon Lebesgue, mathématicien français († 26 juillet 1941).
- 1878 : Jean-Julien Lemordant, peintre français († 11 juin 1968).
- 1883 : Pierre Laval, homme politique français, président du Conseil des ministres de 1931 à 1932 puis de 1935 à 1936 et chef du gouvernement vichyste de 1942 à 1944 († 15 octobre 1945).
- 1886 : Aloïse Corbaz, artiste suisse († 5 avril 1964).
- 1892 : Paul Lebois, auteur français († 1984).
- 1893 : Robert Fleig, résistant français pendant la Seconde Guerre mondiale, qui guide la 2e division blindée lors de la libération de Strasbourg († 23 novembre 1944).
- 1894 : Francis Hunter, joueur de tennis américain, champion olympique en 1924 († 2 décembre 1981).
- 1898 : Felice Tantardini, religieux italien, missionnaire laïc en Birmanie, vénérable († 23 mars 1991).

### XXesiècle
- 1901 : Kurt Helbig, haltérophile allemand, champion olympique en 1928 († 30 janvier 1975).
- 1902 : Richard Rodgers, musicien et cinéaste américain († 30 décembre 1979).
- 1906 : Maria Goeppert-Mayer, physicienne américaine, prix Nobel de physique 1963 († 20 février 1972).
- 1907 :
  - Maurice Novarina, architecte français († 28 septembre 2002).
  - Lucien Paye, homme politique français († 25 avril 1972).
  - Paul-Émile Victor, explorateur polaire français († 7 mars 1995).
- 1909 : Eric Ambler, écrivain, scénariste et producteur britannique († 22 octobre 1998).
- 1912 : 
  - Sergiu Celibidache, chef d'orchestre roumain apatride († 14 août 1996).
  - Elisabeta Rizea, résistante anticommuniste roumaine († 6 octobre 2003).
- 1914 : Aribert Heim, médecin SS autrichien († 10 août 1992).
- 1918 : Paul Cadéac, producteur de cinéma français († 9 janvier 2004).
- 1921 : Pamulaparthi Venkata Narasimha Rao, homme d’État indien, premier ministre de l'Inde de 1991 à 1996 († 23 décembre 2004).
- 1922 : 
  - Mauro Bolognini, réalisateur italien († 14 mai 2001).
  - Maravillas Lamberto, adolescente violée et assassinée par les nationalistes espagnols, devenue une icône de la guerre d'Espagne († 15 août 1936)
- 1924 : Danilo Dolci, activiste politique et écrivain italien († 30 décembre 1997).
- 1926 : 
  - Mel Brooks (Melvin Kaminsky dit), homme de cinéma américain.
  - Giuseppe Dordoni, athlète italien, champion olympique du 50 km marche († 24 octobre 1998).
- 1927 : Frank Sherwood Rowland, chimiste américain, prix Nobel de chimie 1995 († 10 mars 2012).
- 1928 : Hans Blix, diplomate suédois.
- 1930 : Itamar Franco, homme politique brésilien, président du Brésil de 1992 à 1995 († 2 juillet 2011).
- 1932 : Pat Morita, acteur américain d'origine japonaise († 24 novembre 2005).
- 1933 : 
  - Gisèle Lalonde, femme politique canadienne.
  - Marcel Perrier, prélat français († 2 octobre 2017).
- 1934 :
  - Carl Levin, homme politique américain.
  - Georges Wolinski, dessinateur français († 7 janvier 2015).
- 1937 :
  - George Knudson (en), golfeur professionnel canadien († 24 janvier 1989).
  - Fernand Labrie, endocrinologue et chercheur québécois († 17 janvier 2019).
  - Ron Luciano (en), arbitre du baseball majeur, puis commentateur et auteur américain († 18 janvier 1995).
  - Geórgios Zaïmis, skipper grec, champion olympique († 1er janvier 2020).
  - Romano Sgheiz, rameur italien, champion olympique.
- 1938 : Leon Panetta, homme politique américain, chef de cabinet de la Maison-Blanche de 1994 à 1997, directeur de la CIA puis secrétaire à la Défense.
- 1939 : 
  - Jean-Paul Loth, joueur, entraîneur et commentateur de tennis français.
  - Jean-Pierre Klein, psychiatre.
- 1940 : Muhammad Yunus (মুহাম্মদ ইউনূস), économiste bangladais, promoteur du micro-crédit, prix Nobel de la paix en 2006.
- 1941 :
  - Al Downing (en), lanceur de baseball américain.
  - David Lloyd Johnston, enseignant et gestionnaire universitaire canadien.
- 1942 : 
  - Chris Hani, militant politique d’Afrique du Sud († 10 avril 1993).
  - Frank Zane, culturiste américain (trois fois Mr. Olympia de 1977 à 1979).
- 1943 :
  - Donald Johanson, paléoanthropologue américain.
  - Klaus von Klitzing, physicien allemand, prix Nobel de physique 1985.
- 1944 : Philippe Druillet, auteur de bande dessinée français.
- 1945 :
  - David Knights, bassiste anglais du groupe Procol Harum.
  - Claire Lamarche, animatrice et productrice de télévision québécoise.
  - Maud Marin, première avocate transgenre et femme de lettres française.
- 1946 :
  - Bruce Davison, acteur, producteur et réalisateur américain.
  - John M. Lounge, astronaute américain († 1er mars 2011).
  - Gilda Radner, actrice et humoriste américaine († 20 mai 1989).
  - Pierre Salviac, journaliste et commentateur sportif français.
- 1947 : 
  - Christine Deviers-Joncour, écrivaine française.
  - Anny Duperey, actrice et romancière française.
  - Barbara Ferrell, athlète américaine, championne olympique.
- 1948 : Kathy Bates, actrice américaine.
- 1949 : Amyas Morse, homme politique écossais.
- 1950 : Chris Speier, joueur de baseball professionnel américain, trois fois sur les équipes d’étoiles.
- 1951 : 
  - Walter Alva, anthropologue et archéologue péruvien.
  - Virgil Mihaiu, écrivain roumain.
  - Rolf Milser, haltérophile allemand, champion olympique et du monde.
- 1952 :
  - Pietro Mennea, athlète italien († 21 mars 2013).
  - Jean-Christophe Rufin, écrivain, diplomate et académicien français.
- 1954 : 
  - Jean-Serge Brisson, homme politique canadien.
  - Alice Krige, actrice sud-africaine.
- 1957 : Gueorgui Parvanov (Георги Седефчов Първанов), homme d’État bulgare, président de Bulgarie de 2002 à 2012.
- 1958 : Félix Gray, chanteur français.
- 1960 :
  - John Elway, joueur américain de football américain.
  - Roland Melanson, joueur de hockey sur glace canadien.
- 1961 : Dominique Pétin, actrice québécoise.
- 1962 : Anișoara Cușmir-Stanciu, athlète roumaine, championne olympique du saut en longueur.
- 1964 : Sabrina Ferilli, comédienne italienne.
- 1965 : Belayneh Dinsamo, athlète éthiopien.
- 1966 :
  - John Cusack, acteur américain.
  - Mary Stuart Masterson, actrice américaine.
- 1967 :
  - Leona Aglukkaq, femme politique canadienne.
  - Lars Riedel, athlète allemand, champion olympique et du monde du lancer du disque.
- 1968 : Cali (Bruno Caliciuri dit), chanteur français du Roussillon.
- 1969 : Odile Lesage, athlète d'épreuves combinées française.
- 1971 :
  - Fabien Barthez, footballeur français.
  - Kenny Cunningham, footballeur irlandais.
  - Paul Magnette, homme politique belge, plusieurs fois ministre et chef du Parti socialiste belge.
  - Elon Musk, inventeur et entrepreneur américain.
  - Aileen Quinn, actrice américaine.
- 1972 : 
  - Maria Butyrskaya (Мария Викторовна Бутырская), patineuse artistique russe.
  - Geeta Tripathee, écrivaine népalaise.
- 1973 : 
  - Clotilde Armand, femme politique franco-roumaine.
  - Alberto Berasategui, joueur de tennis espagnol.
  - Diabaté Fatoumata Guindo, femme politique malienne.
- 1976 :
  - Shinobu Asagoe (浅越しのぶ), joueuse de tennis japonaise.
  - Gaspard Proust, acteur et humoriste slovéno-suisse.
  - Seth Wescott, snowboardeur américain.
- 1978 :
  - Vincent Bolduc, acteur québécois.
  - Simon Larose, joueur, puis entraîneur et analyste de tennis québécois.
- 1979 : Florian Zeller, écrivain et dramaturge français.
- 1980 : Flavio Saretta, joueur de tennis brésilien.
- 1981 :
  - Tiffany Hopkins, actrice française.
  - Vasil Kiryienka (Васіль Васільевіч Кірыенка), cycliste sur route et sur piste biélorusse.
  - Mara Santangelo, joueuse de tennis italienne.
- 1982 : Po-Shen Loh, entraîneur de l'équipe américaine des Olympiades internationales de mathématiques.
- 1983 :
  - Alexey Petukhov (Алексе́й Евге́ньевич Петухо́в), skieur de fond russe.
  - Joerg Ritzerfeld, sauteur à ski allemand.
- 1984 : Andrei Pyatov (Андрій Валерійович П'ятов), footballeur ukrainien.
- 1985 :
  - Nina Bratchikova, joueuse de tennis russe.
  - Ahmed Kantari, ancien footballeur marocain.
- 1986 :
  - Siraba Dembele, handballeuse française.
  - Kevynn Nyokas, handballeur français.
  - Khaled Toubal, footballeur algérien.
- 1988 : Kevin Joss-Rauze, basketteur français.
- 1989 : 
  - Goran Bogunović, joueur de handball croate.
  - Markiplier (Mark Edward Fischbach dit), vidéaste américain.
- 1990 : Kateryna Dorohobouzova (Катерина Дорогобузова), basketteuse ukrainienne.
- 1991 : Kevin De Bruyne, footballeur belge.
- 1993 : 
  - Jung Dae-hyun, chanteur et danseur sud-coréen.
  - Garret Sparks, joueur de hockey sur glace américain.
- 1994 : Maëva Coucke, Miss France 2018.
- 1995 : Jason Denayer, footballeur belge.
- 1996 : Donna Vekic, joueuse de tennis croate.
- 1997 : 
  - Jaouad Darib, joueur marocain naturalisé néerlandais de basket-ball.
  - Zach Mercer, joueur anglais de rugby à XV, international.

## Décès

### VIesiècle
- 572 voire 573 : Alboïn (Alboino / Alboinus / Alfwin -« Elfe-ami »-, dit en français), roi lombard de 560 environ à sa mort, qui conduisit son peuple en Italie en 568 et y posa à Pavie les fondations du royaume lombard d'Italie (° vers 526 ou c. 530).

### VIIIesiècle
- 767 : Paul Ier, 93e pape (° vers 700).

### Xesiècle
- 918 : Guillaume le Pieux (parfois nommé Guillaume Ier d'Aquitaine), marquis de Gothie, duc d'Aquitaine, comte d'Auvergne, de Bourges, de Mâcon, du Limousin et de Lyon et abbé laïque de Saint-Julien-de-Brioude (° vers 22 mars 875).

### XVIesiècle
- 1540 : Frédéric II, marquis de Mantoue (° 17 mai 1500).
- 1598 : Abraham Ortelius, cartographe des Pays-Bas (° 2 avril 1527).

### XVIIIesiècle
- 1756 : Armand de Rohan-Soubise, cardinal français, évêque de Strasbourg (° 1er décembre 1717).
- 1794 : René Madec, marin et aventurier breton, nabab du Grand Moghol (° 27 février 1736).

### XIXesiècle
- 1836 : James Madison, homme d’État américain, 4e président des États-Unis de 1809 à 1817 (° 16 mars 1751).
- 1886 : Bonaventure Vigo, homme politique français (° 1836).
- 1892 : Edgard Le Bastard, industriel et sénateur-maire de Rennes (° 21 janvier 1836).
- 1900 : Paul-Désiré Trouillebert, peintre français de l’École de Barbizon (° 1829).

### XXesiècle
- 1914 :
  - François-Ferdinand d'Autriche, archiduc d'Autriche (° 18 décembre 1863).
  - Sophie Chotek, épouse morganatique de l'archiduc François-Ferdinand (° 1er mars 1868).
- 1962 : Mickey Cochrane, joueur puis gérant de baseball américain (° 6 avril 1903).
- 1965 : Red Nichols, cornettiste de jazz américain (° 8 mai 1905).
- 1974 : Mauricius, anarchiste français (° 24 février 1886).
- 1975 : Rod Serling, scénariste américain (° 25 décembre 1924).
- 1976 : Stanley Baker, acteur britannique (° 28 février 1928).
- 1979 : Philippe Cousteau (Philippe Pierre Cousteau), plongeur sous-marin, océanographe et cinéaste français comme son père l'explorateur commandant Cousteau dont il était le fils cadet (° 30 décembre 1940).
- 1980 : José Iturbi, pianiste et chef d'orchestre espagnol (° 28 novembre 1895).
- 1981 : Terry Fox, athlète canadien, humanitaire et militant pour la recherche dédiée au traitement du cancer (° 28 juillet 1958).
- 1989 : 
  - Joris Ivens, réalisateur néerlandais (° 18 novembre 1898).
  - Antoni Campañà, photographe catalan de la guerre d'Espagne (° 15 mars 1906).
- 1992 : Mikhaïl Tal (Михаил Нехемьевич Таль), joueur d'échecs russe (° 9 novembre 1936).
- 1993 : GG Allin (Kevin Michael Allin dit), chanteur de punk hardcore américain (° 29 août 1956).
- 2000 : Sid Ahmed Rezala, tueur en série français (° 14 mai 1979).

### XXIesiècle
- 2002 : François Périer, comédien français (° 10 novembre 1919).
- 2004 :
  - Georges de Caunes, homme de télévision et journaliste français (° 26 avril 1919).
  - Marcel Jullian, homme de télévision français (° 31 janvier 1922).
- 2007 : Ki'ichi Miyazawa (宮澤 喜), homme politique japonais, premier ministre du Japon de 1991 à 1993 (° 8 octobre 1919).
- 2008 : Ruslana Korshunova (Руслана Коршунова), mannequin kazakh (° 2 juillet 1987).
- 2010 : Nicolas Hayek, entrepreneur suisse d'origine libanaise (° 19 février 1928).
- 2012 : 
  - Zhang Ruifang, actrice chinoise (° 15 juin 1918).
  - Robert Sabatier, écrivain et poète français juré de l'Académie Goncourt (° 17 août 1923).
- 2013 :
  - Thérèse Blondeau, nageuse française (° 4 décembre 1913).
  - Matt Osborne, catcheur américain (° 27 juillet 1957).
  - Jacques Planchard, homme politique belge (° 1929).
- 2014 :
  - Edmond Blanchard, homme politique canadien (° 31 mai 1954).
  - Meshach Taylor, acteur américain (° 11 avril 1947).
- 2015 :
  - Jope Seniloli, joueur de rugby à XV et homme politique fidjien (° 14 juin 1939).
  - Chris Squire, bassiste britannique (° 4 mars 1948).
  - Wally Stanowski, hockeyeur sur glace canadien (° 28 avril 1919).
- 2016 :
  - Maurice Cazeneuve, metteur en scène, scénariste et réalisateur français (° 4 janvier 1923).
  - Frederick Gilroy, boxeur irlandais (° 7 mars 1936).
  - André Guelfi, homme d'affaires et pilote automobile français (° 6 mai 1918).
  - Scotty Moore, guitariste de rock 'n' roll américain (° 27 décembre 1931).
  - Buddy Ryan, joueur américain de football américain (° 17 février 1931).
  - Pat Summitt, entraîneuse de basket-ball américaine (° 14 juin 1952).
- 2018 : 
  - François Bluche, historien et un temps pasteur protestant français (° 17 septembre 1925).
  - Harlan Ellison, écrivain américain (° 27 mai 1934).
  - Marc Sluszny, aventurier belge (° 1er février 1962).
- 2023 : Soumia Benkhaldoun, ingénieure d'État et une femme politique marocaine (° 13 mars 1963).
- 2024 :
  - Jacques Berthelot, homme politique français (° 1946).
  - Orlando Cepeda, joueur de baseball américain (° 17 septembre 1937).
  - Mohamed Osman Jawari, homme politique somalien (° 7 décembre 1945).
  - Kong Nay, luthiste cambodgien (° 15 mars 1944).

## Célébrations

### Internationales
- Journée internationale de la phénylcétonurie[7],[8].
- Journée internationale de sécurité face à la foudre[9].
- Journée du souvenir des émeutes de Stonewall dans la Christopher Street à New York en 1969 ci-avant, 
  - à l'origine de cette date possible d'une Marche internationale (mais surtout autorisée voire tolérée ou promue dans les démocraties libérales) des fiertés LGBTQ / lesbiennes, gaies, bis, trans et queers (finalement chaque dernier samedi de juin entre 24 et 30, en France et ailleurs).

### Nationale
Serbie (Europe) : Vidovdan / « jour de la Saint Guy », fête correspondant au 15 juin du calendrier julien et marquant le début de la longue résistance du pays contre l'occupant alors ottoman.

### Saints des Églises chrétiennes

#### Saints des Églises catholiques et orthodoxes
Référencés ci-après in fine, :
- Argimir de Cordoue († 856), né musulman puis converti, martyr à Cordoue en Andalousie.
- Eigil († 871), originaire de la région de Trèves, abbé du monastère de Saint-Prix à Flavigny en Bourgogne, élu ensuite archevêque de Sens.
- Heimrad († 1019), fol en Christ allemand devenu prêtre, figure populaire du Moyen Âge.
- Irénée de Lyon (IIe siècle), évêque de Lyon et père de l'Église ; fêté le 23 août en Orient.
- Léon II († 683), 80e pape de 681 à 683 - date orientale ; fêté le 3 juillet en Occident.
- Maëlmon d'Aleth († v. 658), évêque.
- Martyrs d'Alexandrie († entre 193 et 211), neuf disciples d'Origène, martyrs à Alexandrie sous l’empereur romain Septime Sévère ; date catholique, fêtés le 7 juin par l'Église orthodoxe.
- Pappias († entre 284 et 305), martyr sous Dioclétien, peut-être en Sicile.
- Paul Ier († 767), 93e pape de 757 à 767, originaire de Rome et frère d'Étienne II son prédécesseur.
- Téchilde († vers 600, 660 ou 670) -ou « Théodechilde », « Théléilde », « Teutichildis » ou « Theodechildis »-, première abbesse de Jouarre dans la Brie, descendante de Clovis selon les Bollandistes ; date occidentale, fêtée par l'Église orthodoxe le 10 octobre[12].

#### Saints et bienheureux des Églises catholiques
référencés ci-après :
- John Southworth († 1654), prêtre anglais et martyr.
- Lucie Wang Cheng, Marie Fan Kun, Marie Chi Yu († 1900), martyres chinoises.
- Marie Du Zhaozhi († 1900), laïque chinoise et martyre dans la même province du Hebei.
- Paul Giustiniani († 1528), bienheureux moine Camaldoli italien et fondateur de la Compagnie des ermites de saint Romuald ou Congrégation de Monte-Corona.
- Sévérien Baranyk et Joachim Senkivskyi († 1941), bienheureux, prêtres basiliens martyrs en Ukraine.
- Vincente Gerosa († 1847), de son vrai nom Marie-Catherine Gerosa, religieuse italienne, cofondatrice de l’Institut des Sœurs de la Charité.

#### Saints orthodoxes?
Outre les saints œcuméniques voire pré-schismatiques ci-avant, aux dates parfois "juliennes" / orientales ...
- Serge de Valaam (XIVe siècle), d'origine grecque, avec son disciple saint Germain (de Valaam), prophètes, thaumaturges et clairvoyants, fondateurs du monastère de Valaam en Carélie.

### Prénoms du jour
Bonne fête aux Irénée (prénom masculin).
Et aussi aux Guy (en Serbie ? où voir 15 juin julien), Pappias, etc.

## Traditions et superstitions

### Dictons
- « À la saint-Irénée, il convient de se remettre à son métier. »[13]
- « À la saint-Irénée, on mange ses crottes de nez. » (Charb)[14]
- « Le jour de la saint-Irénée, c'est l'un des plus beaux de l'année. » [15]
- « Pluie de Saint Irénée réduit la vigne de moitié. »[16]
- « S'il pleut la veille de la saint-Pierre, la vigne est réduite au tiers. »[17]

### Astrologie
Signe du zodiaque : 7e jour du signe astrologique du cancer.

## Toponymie
Les noms de plusieurs voies, places, sites ou édifices de pays ou régions francophones contiennent cette date sous différentes graphies : voir Vingt-Huit-Juin .